# 长白山东站
长白山东站是浑白铁路车站，位于吉林省延边朝鲜族自治州安图县二道白河镇红丰村。车站目前为沈阳局集团延吉车务段管理的三等站，不办理客运业务；货运办理整车、批量快运和集装箱到发业务，主要货源为二道白河镇内的矿泉水企业。
敦白客运专线建设期间，在原白河站北1公里左右的位置新建长白山站，并在长白山站东侧4公里处还建货运车场和物流货运设施，以替代原白河站货运业务。车站设有6条到发线；货场面积94799平方米，设有一条有作业线，以及6708平方米的恒温暖库；车站设有通往中国吉林森林工业集团白河刨花板有限责任公司、安图长涛矿泉饮品、白河林业局、达圆物流和延边农心矿泉饮料的专用线。车站北侧为长白山动车存车场。